# 西警察署 (北海道)
西警察署（にしけいさつしょ）は、北海道警察本部が管轄する札幌方面の警察署の一つである。管轄区域は札幌市西区全域と中央区の琴似川と旧円山町境界線の交差点から北3条本通り北側境界線までの旧円山町境界の西の区域、北3条本通り北側境界線から南11条本通り南側境界線までの西20丁目以西の区域、旭ケ丘1〜3丁目、界川1・2丁目以西の区域、円山西町、盤渓。

## 沿革
- 1962年（昭和37年）8月 - 北海道札幌方面札幌中央警察署（現在の北海道札幌方面中央警察署）から札幌市のうち中央区の一部と西区（現在の西区と手稲区）を分割し、北海道札幌方面札幌西警察署設置。
- 1976年（昭和51年）12月 - 北海道札幌方面西警察署に改称。
- 1990年（平成2年）10月 - 現在地へ移転。
- 2004年（平成16年）10月 - 手稲区を分割し、北海道札幌方面手稲警察署設置。

## 組織
- 署長（警視）
- 副署長（警視）
  - 警務課（警務係、犯罪被害者支援係、相談係）
  - 留置管理課（管理係）
  - 会計課（会計係）
- 刑事・生活安全官（警視）
  - 刑事第一課（強行犯係、鑑識係）
  - 刑事第二課（知能犯係、組織犯罪対策係、薬物銃器対策係）
  - 刑事第三課（指導係、盗犯係）
  - 生活安全課（生活安全係、少年係、生活経済・保安係、許可係）
- 地域官（警視）
  - 地域課（企画係、指令係、実務指導係、地域係、自動車警ら係）
- 交通官（警視）
  - 交通第一課（企画・規制係、指導係）
  - 交通第二課（捜査係）
- 警備課（公安係、外事係、警備係）

## 交番
括弧内は所在地を表す。

### 札幌市西区
- 琴似駅前交番（八軒1条東1丁目5-8）
- 琴似本通交番（山の手3条1丁目3-26）
- 鉄工団地交番（発寒13条5丁目2-39）
- 西野交番（西野9条4丁目6-37）
- 西町交番（西町北6-1-8）
- 二十四軒交番（二十四軒2条3丁目2-26）
- 八軒交番（八軒6条西6丁目1-1）
- 発寒交番（発寒6条4丁目1-17）
- 山の手連絡所（山の手2条6丁目2-14）

### 札幌市中央区
- 円山交番（北2条西24丁目26-4）
- 宮の森交番（宮の森2条11丁目1）

※南円山交番は2017年3月31日をもって円山交番に統合された。

## 主な未解決事件
- 1990年（平成2年）12月19日に帰宅途中の札幌信用金庫（現北海道信用金庫）女性職員（当時24歳）が失踪し、3日後刺殺死体で発見された事件。彼女の出身高等学校の後輩の男性（当時22歳）が被疑者として指名手配されたが、遂に検挙されないまま2005年（平成17年）12月18日24:00をもって公訴時効が成立した（札幌信金OL殺人事件）。
- 1992年（平成4年）5月21日札幌市手稲区前田で発生したタクシー運転手強盗殺人事件。長期にわたり捜査がされていたが犯人が特定されないまま2007年（平成19年）5月20日24:00をもって公訴時効が成立。

## 備考
- 2011年3月、各課を統合し課長に警視を充てその下に警部の統括官を配置。
- 2012年より各課の統括官を課長代理に改称した。
- 2013年より各課の課長を警部とし、新たに刑事・生活安全官など管理官級ポスト設け警視に充てた。